# Trienio Bolchevique
Trienio Bolchevique es la denominación que, en referencia a la influencia de la revolución rusa de 1917 y de los revolucionarios bolcheviques, le da la historiografía española al período comprendido entre los años 1918 y 1920 (o 1921), etapa que se caracterizó por una elevada conflictividad social en el marco de la crisis de la Restauración.
Empleada a partir del estudio publicado en 1929 por Juan Díaz del Moral, que utilizó la expresión «trienio bolchevista», la denominación suele utilizarse de forma restringida para referirse a las revueltas, manifestaciones, asesinatos y huelgas que se produjeron en la mitad sur de España, especialmente en el campo andaluz: las esperanzas suscitadas por las noticias que llegaban de la revolución rusa en las masas depauperadas se dejaron notar, según el contexto local, en movimientos urbanos o rurales.

## Contexto
Desde al menos la crisis de 1917, el agravamiento de la situación precaria de los trabajadores, tanto en el campo (jornaleros sin tierras) como en las fábricas (proletariado industrial) era insostenible (disminución de la producción, aumento del paro, disminución de los salarios reales ante el aumento de los precios, etc.) La respuesta de los partidos dinásticos (los únicos con posibilidades reales de llegar al gobierno en el sistema turnista) a lo que seguía denominándose cuestión social incluyó medidas similares a las que en los países más avanzados (como Alemania) habían iniciado el denominado estado social, pero de alcance muy limitado. La inoperancia de la Comisión de Reformas Sociales había dado paso a los más activos pero insuficientes programas de un conjunto de instituciones de espíritu regeneracionista: el Instituto de Reformas Sociales (1903), el Instituto Nacional de Previsión (1908) y el Ministerio de Trabajo (1920). El gobierno del Conde de Romanones (diciembre de 1918 - abril de 1919) se caracterizó por reaccionar al descontento social con medidas como el inicio del sistema público de pensiones a través del denominado Retiro Obrero y la jornada laboral de ocho horas (3 de abril de 1919, no aplicada hasta el 23 de septiembre) La Ley del descanso dominical, del gobierno de Antonio Maura, había entrado en vigor en 1907.

## Reorganización del movimiento obrero
Se produjo un incremento notable de la afiliación sindical. Las principales reivindicaciones de los trabajadores se centraban en la subida salarial y la disminución de la jornada laboral. Las ideologías que predominaban en el movimiento obrero español era las tendencias anarquista (sindicato CNT, opuesto a la participación en el sistema político) y marxista (sindicato UGT, vinculado al partido socialista -PSOE-), con distinta implantación territorial (predominio anarquista en Cataluña y Andalucía, predominio socialista en el País Vasco y Madrid). El impacto de la revolución rusa de 1917 fue muy importante. Inicialmente incluso la revolución bolchevique o de Octubre gozó de la simpatía de ambas tendencias, que enviaron observadores. No fue hasta varios años más tarde que se clarificó el alineamiento de cada organización. La CNT estuvo presente en la Komintern o tercera internacional desde el 10 de diciembre de 1919 hasta el informe de Ángel Pestaña en 1922. La participación del PSOE en la refundación de la Internacional Socialista junto con los partidos de orientación socialdemócrata (la llamada segunda internacional y media -Fernando de los Ríos había desaconsejado la vinculación con los bolcheviques-) provocó la escisión del Partido Comunista Obrero Español (1921), que se fusionó con el preexistente Partido Comunista Español para crear el Partido Comunista de España (noviembre de 1921), todos ellos grupos minoritarios.

## Revueltas campesinas en el sur de España
En zonas campesinas de Andalucía, La Mancha y Extremadura, donde las movilizaciones obreras se habían mantenido en un nivel bajo desde los grandes movimientos de 1903-1904, se produjo un fuerte proceso de politización de los jornaleros, que se afiliaron masivamente a los sindicatos (un total de 100 854 afiliados a la Confederación Regional Andaluza de la CNT en diciembre de 1919, 23 900 afiliaciones de trabajadores agrícolas a la UGT entre octubre de 1918 y julio de 1919), que inicialmente obtuvo ciertas concesiones (reconocimiento de los sindicatos y de la negociación salarial, abolición del trabajo a destajo). Entre el otoño de 1918 y el verano de 1919 se alcanzó el máximo nivel de movilizaciones, con numerosas huelgas, como la huelga general de la provincia de Córdoba convocada por el congreso de Castro del Río (octubre de 1918) y la segunda huelga general, de marzo de 1919, que se extendió por toda Andalucía. En ese momento las movilizaciones se radicalizaron a través de movimientos para la ocupación de tierras con pretensión de reparto de las propiedades (entre los lemas difundidos estaban la unión hace la fuerza y la tierra para el que la trabaja), quema de cosechas, ocupación de los ayuntamientos, etc. El temor que se extendió entre propietarios y patronos provocó su retirada a las grandes ciudades, al tiempo que se aceptaban subidas salariales (Díaz del Moral estimaba un incremento nominal del 150% entre 1917 y 1921, aunque sobre datos de jornales de siega que no pueden generalizarse). A partir de mayo de 1919 las movilizaciones de jornaleros fueron reprimidas con dureza, declarándose el estado de guerra. Se ilegalizaron las sociedades obreras y se encarceló a sus dirigentes. El movimiento obrero andaluz comenzó una fase de retroceso, y la afiliación sindical descendió.

## Procesos simultáneos

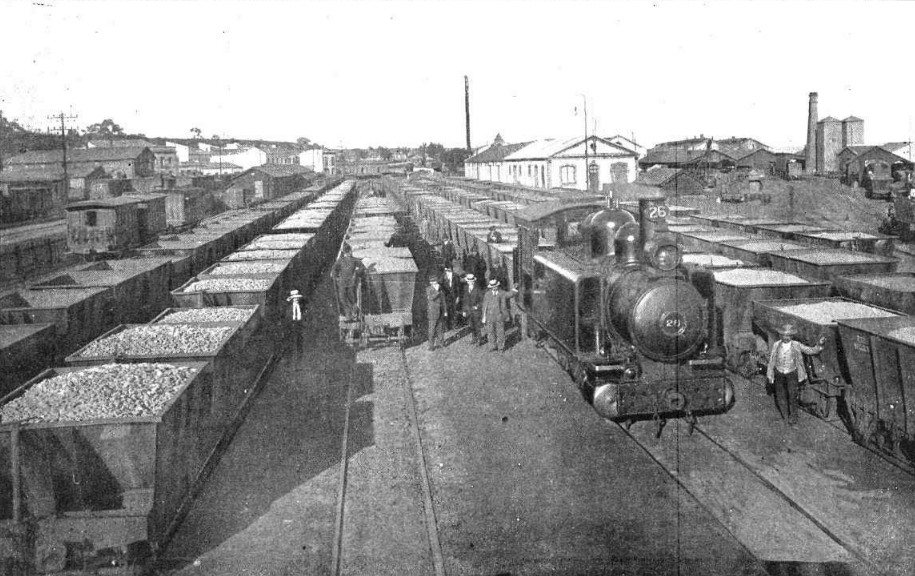
Aspecto del complejo ferroviario de Riotinto durante la huelga de 1920, con los trenes mineros paralizados.

Durante el año 1920 también acontecieron otras luchas obreras en el sur de España. En la provincia de Huelva un importante movimiento huelguístico paralizó la cuenca minera de Riotinto-Nerva, y rápidamente se acabaría extendiendo a otros puntos de la provincia, con la generalización de los paros laborales y una importante conflictividad. La huelga de Riotinto llegó a alcanzar una extraordinaria dureza y tuvo un fuerte impacto mediático en el resto de España. También durante ese año tuvo lugar otro amplio movimiento huelguístico por los mineros de la cuenca carbonífera de Peñarroya-Belmez-Espiel, (Córdoba).
En la ciudad de Barcelona se vivió una verdadera edad de plomo de extraordinaria violencia, con una escalada de atentados de grupos armados (pistolerismo) relacionados con patronos y obreros, y la política de dura represión contra éstos del gobernador Severiano Martínez Anido. Al denominado problema militar y a las crecientes dificultades de la colonización de Marruecos, que culminaron en el desastre de Annual (22 de julio de 1921), correspondía, desde el movimiento obrero, una histórica oposición al militarismo (como la que había protagonizado la Semana Trágica de 1909). La crisis política que se abrió a partir de Annual llevó al golpe de Estado del general Primo de Rivera (13 de septiembre de 1923) y al consiguiente periodo de dictadura.